# Avahi betsileo
El avahi de Betsileo (Avahi betsileo) es una especie de lémur lanudo que, como todas las especies de lémures, es endémico de Madagascar. Se lo encuentra específicamente en el distrito de Fandriana.
Su masa corporal es de alrededor de 1 kg. Su pelaje difiere notablemente del de otros lémures lanudos del sureste, principalmente en que es de un color marrón rojizo claro en casi todo el cuerpo, y gris en la mandíbula y las extremidades. Su pelaje también es más denso en su cabeza que el de otros lémures lanudos.